# Pierre Forest (acteur)
Pour les articles homonymes, voir Pierre Forest.
Pierre Forest est un acteur français de théâtre et de cinéma.
Il a reçu le Molière du comédien dans un second rôle en 2017 pour son rôle dans Edmond, pièce mise en scène par Alexis Michalik.

## Biographie
Élève à l'École Nationale des arts et techniques du théâtre de 1974 à 1976.
Conservatoire National Supérieur d'Art Dramatique de 1976 à 1979. 
Atelier Blanche Salant et Paul Weaver 
Stages Clown avec Anne Bourgeois.

## Théâtre
- 1977 : Marie Tudor de Victor Hugo, mise en scène Denise Chalem, Conservatoire national supérieur d'art dramatique
- 1979 : Un balcon sur les Andes d'Eduardo Manet, mise en scène Jean-Louis Thamin, théâtre national de Nice
- 1980 : Un balcon sur les Andes d'Eduardo Manet, mise en scène Jean-Louis Thamin, théâtre de l'Odéon
- 1981 : Le Jeune Homme de Jean Audureau, mise en scène Dominique Quéhec, théâtre national de Chaillot
- 1993 : La Chatte sur un toit brûlant de Tennessee Williams, mise en scène Michel Fagadau, théâtre Marigny
- 2000 : La Confession d'Abraham de Mohamed Kacimi, mise en scène Michel Cochet
- 2002 : La Confession d'Abraham de Mohamed Kacimi, mise en scène Michel Cochet, théâtre du Rond-Point
- 2004 : L'Amour à trois de René de Obaldia, mise en scène Thomas Le Douarec et Pierre Forest, théâtre de Poche-Montparnasse
- 2005 : La Confession d'Abraham de Mohamed Kacimi, mise en scène Michel Cochet, théâtre Mouffetard
- 2005 : Les Nonnes d'Eduardo Manet, mise en scène Stéphane Bierry, théâtre de Poche-Montparnasse
- 2008 : Le Malade imaginaire de Molière, mise en scène Georges Werler, théâtre de la Porte-Saint-Martin
- 2009 : Le Malade imaginaire de Molière, mise en scène Georges Werler, tournée
- 2010 : Le roi se meurt d'Eugène Ionesco, mise en scène Georges Werler, Comédie des Champs-Élysées : le médecin
- 2011 : L'Amour à trois de René de Obaldia, mise en scène Thomas Le Douarec et Pierre Forest, théâtre Le Ranelagh
- 2014 : Le roi se meurt d'Eugène Ionesco, mise en scène Georges Werler : le médecin
- 2015 : Les Lois de la gravité de Jean Teulé, mise en scène Anne Bourgeois, théâtre Hébertot
- 2016 : Edmond d'Alexis Michalik, théâtre du Palais-Royal
- 2019 : Madame Zola d'Annick Le Goff, mise en scène Anouche Setbon, Petit Montparnasse

## Filmographie

### Cinéma
- 1983 : Liberté, la nuit de Philippe Garrel : un parachutiste
- 1995 : Douce France de Malik Chibane : l'inspecteur
- 1998 : Ronin de John Frankenheimer : le capitaine de la CRS
- 1999 : Le vent de la nuit de Philippe Garrel : le réceptionniste
- 2000 : Une femme d'extérieur de Christophe Blanc : le psy
- 2003 : Une employée modèle de Jacques Otmezguine : un gendarme à moto
- 2018 : Les Chatouilles d'Andréa Bescond et Éric Métayer : l'officier au commissariat
- 2019 : J'accuse de Roman Polanski : le colonel Morel
- 2019 : La Belle Époque de Nicolas Bedos : le réceptionniste de l'hôtel
- 2020 : L'Archer noir de Christian Guérinel

### Télévision
- 1981 : Les Cinq Dernières Minutes de Claude Loursais, épisode L'Écluse du temple
- 1984 : Le Mystérieux Docteur Cornélius (mini-série) : Arnold Stickman
- 1985 : Les Enquêtes du commissaire Maigret, épisode Le Revolver de Maigret de Jean Brard
- 1989 : Bouvard et Pécuchet de Jean-Daniel Verhaeghe : LE curé
- 1995 : Julie Lescaut, saison 4, épisode 1 Rumeurs, de Marion Sarraut : M. Vidal
- 1995 : Maigret, épisode Maigret et la vente à la bougie : Groult
- 1995 : Nestor Burma, épisode Le Cinquième Procédé : le brancardier
- 1995 : L'Annamite de Thierry Chabert : le producteur
- 1996 : François Kléber, épisode Le Traquenard : le juge Frequin
- 1997 : Les Bœuf-carottes, épisode La Manière forte : Vincent Souza
- 1997 : Madame le Consul, épisode Piège à rêves : Bonnaventure
- 1998 : Navarro, épisode Avec les loups : le professeur Steiner
- 1998 : Le Baiser sous la cloche d'Emmanuel Gust : José Goro
- 1998 : Une femme d'honneur, épisode Double détente :  Olivier Grimbert
- 1999 : Le Comte de Monte-Cristo, épisodes 1.1, 1.2, 1.3 et 1.4 : le premier gendarme
- 1999 : Louis la Brocante, épisode Louis et la Prison de cristal : Montjoie
- 2000 : Les Cordier, juge et flic, épisode Les Tables de la loi : le chirurgien
- 2000 : Sans famille de Jean-Daniel Verhaeghe (mini-série) : le patron de l'auberge
- 2003 : Le Grand Patron, épisode Le froid qui sauve : le juge délégué
- 2003 : Les Cordier, juge et flic, épisode Mort d'un avocat :  le directeur de la boutique
- 2004 : Fabien Cosma, épisode D'un battement de cils : le docteur Renaud
- 2005 : La Crim', épisode Camarade P 38 : le directeur de la DST
- 2006 : Avocats et Associés, épisode Le Coup de grâce : l'avocat Canyon
- 2006 : Joséphine, ange gardien, épisode Remue ménage : Alexandre Lamark
- 2006 : Une femme d'honneur, épisode Ultime thérapie : le docteur Pierre Bourgueil
- 2009 : Un village français, épisode La Leçon de choses : l'avocat Muller (voix)
- 2010 : Camus de Laurent Jaoui : Alain
- 2011 : Section de recherches, épisode Roman noir, parties 1 et 2 : Langlois
- 2018 : Mystère à Paris, épisode Mystère à l'Élysée de Renaud Bertrand : Harcourt

## Comédies musicales
- 2007 : Le Roi Soleil : (2 rôles) Molière et Mazarin
- 2009 : Cléopâtre, la dernière reine d'Égypte : Prologue (narrateur)

## Doublage

### Cinéma

#### Films
- 1995 : Esprits rebelles : Hal Griffith (George Dzundza)
- 1997 : Lolita : Humbert Humbert (Jeremy Irons)
- 1998 : La Cité des anges : Jordan Ferris (Colm Feore)
- 1998 : The Big Lebowski : Tony (Dom Irrera)
- 2001 : K-PAX : L'Homme qui vient de loin : Steve (Brian Howe)
- 2002 : Equilibrium : Dupont (Angus Macfadyen)
- 2002 : Panic Room : Raoul (Dwight Yoakam)
- 2003 : Radio : Honeycutt (Brent Sexton)
- 2003 : Zatōichi : Ginzo (Ittoku Kishibe)
- 2004 : Neverland : Mr Reilly/Nana (Angus Barnett)
- 2009 : Millénium : Martin Vanger (Peter Haber)
- 2010 : Donne-moi ta main : Jack Brady (John Lithgow)
- 2010 : Manolete : Pepe Camará (Juan Echanove)
- 2011 : Anonymous : Thomas Nashe (Tony Way)
- 2011 : Terraferma : Ernesto (Mimmo Cuticchio (it))
- 2015 : Que le meilleur gagne : Hugo (Dominic Flores)
- 2019 : Star Wars, épisode IX : L'Ascension de Skywalker : Lando Calrissian (Billy Dee Williams)
- 2019 : Adults in the Room : ? (?)

#### Films d'animation
- 2022 : Les Minions 2 : Il était une fois Gru : M. Perkins
- 2022 : Scrooge : Un (mé)chant de Noël : voix additionnelles

### Télévision

#### Téléfilm
- 2017 : Coup de foudre chez le Père Noël : Christopher Winters (John B. Lowe)
- 2024: The Magic of lemon drops (John B. Lowe)

#### Séries télévisées
- 2005 : Les Rois maudits : un garde [Qui ?]
- 2005 : Elizabeth I : Robert Dudley (Jeremy Irons) (mini-série)
- 2001-2002 : Angel : Daniel Holtz (Keith Szarabajka)
- 2008 : Power Rangers : Jungle Fury : Maître Finn/Esprit requin (Paul Gittens) (7 épisodes)
- 2010 : Joséphine, ange gardien : l'homme en noir / Wallace / Bruce (Martin Davidek) épisode Chasse aux fantômes
- 2014-2019 : Game of Thrones : Yohn Royce (Rupert Vansittart) (13 épisodes)
- 2020 : Allô la Terre, ici Ned (en) : lui-même (Billy Dee Williams) (épisode 3)
- 2025 : Zero Day : Lasch, le directeur de la CIA (Bill Camp) (mini-série)

#### Séries d'animation
- 1997-1998 : Animutants : Silverbot, Megatron (saison 2 uniquement)
- 1997-1998 : Capitaine Star : Black
- 2003 : Les Aventures de Petit Ours Brun : Papa Ours
- 2007-2008 : Eliot Kid : voix additionnelles
- 2021 : Scooby-Doo et Compagnie : Billy Dee Williams, Pat (épisode 47)

### Jeux vidéo
- 2004 : Onimusha 3: Demon Siege : voix additionnelles
- 2009 : Risen : Sergio
- 2016 : Final Fantasy XV : voix additionnelles
- 2017 : La Terre du Milieu : L'Ombre de la guerre : voix additionnelles
- 2020 : Assassin's Creed Valhalla : voix additionnelles
- 2022 : Dying Light 2 Stay Human : voix additionnelles
- 2023 : Hogwarts Legacy : L'Héritage de Poudlard : voix additionnelles
- 2023 : Final Fantasy XVI : voix additionnelles
- 2023 : Avatar: Frontiers of Pandora : voix additionnelles
- 2024 : Prince of Persia: The Lost Crown : Orod, un soldat Kushan et un soldat Perse
- 2024 : Final Fantasy VII Rebirth : voix additionnelles
- 2024 : Star Wars Outlaws : ?
- 2024 : Unknown9: Awakening : ?

## Distinctions

### Récompense
- Molières 2017 : Molière du comédien dans un second rôle dans Edmond, mise en scène Alexis Michalik

### Nomination
- Molières 2020 : Molière du comédien dans un second rôle  dans Madame Zola